# Пакослав (Новотомиський повіт)
Пакослав (пол. Pakosław, нім. Ziegelhöhe) — село в Польщі, у гміні Львувек Новотомиського повіту Великопольського воєводства.
Населення — 937 осіб (2011).
У 1975-1998 роках село належало до Познанського воєводства.

## Демографія
Демографічна структура станом на 31 березня 2011 року:
|          | Загалом | Допрацездатний вік | Працездатний вік | Постпрацездатний вік |
| -------- | ------- | ------------------ | ---------------- | -------------------- |
| Чоловіки | 477     | 110                | 325              | 42                   |
| Жінки    | 460     | 116                | 271              | 73                   |
| Разом    | 937     | 226                | 596              | 115                  |